# José A. Fassardi

José A. Fassardi é um distrito do Paraguai, localizado no departamento de Guairá. Possui área de 171 km² e 6 924 habitantes. Emancipada em maio de 1961. Seu nome vem do fundador, o empresário do ramo da madeira José Fassardi.

## Transporte
O município de José A. Fassardi é servido pelas seguintes rodovias:
- Caminho em pavimento ligando a cidade de San Juan Nepomuceno (Departamento de Caazapá)ao município de Iturbe[2][3][4]